# 2006年のパシフィック・リーグプレーオフ
2006年のパシフィック・リーグプレーオフは、2006年（平成18年）10月にプロ野球パシフィック・リーグレギュラーシーズンの上位3球団で行われたプレーオフである。

## 概要
第1ステージでは、レギュラーシーズン2位の球団と、同じく3位の球団が対戦する。第2ステージでは、その勝者と1位の球団とが対戦する。第2ステージで3勝先取した球団をパシフィック・リーグ優勝チームとするという点は2004年、2005年と同じである。
だが、本年の第2ステージは過去2年とは異なり、1位球団にはゲーム差の数値に関係なく予め1勝分のアドバンテージが与えられた事で最大4試合となった。
また、本拠地開催権は、第1戦・第2戦では1位球団に与えられ、第3戦・第4戦が行われる場合は、第1ステージ勝者球団にそれぞれ与えられる事に改められた。
これは、前2年間のレギュラーシーズンを1位で通過しながらいずれも第2ステージで敗れ、優勝を逃した福岡ソフトバンクホークス（2004年は福岡ダイエーホークス）の提案によるものである。
本年の出場球団は、シーズン1位の北海道日本ハムファイターズ、2位の西武ライオンズ、3位の福岡ソフトバンクホークスである。この年の出場3チームのペナントレースの順位争いはシーズン終盤までもつれ込んだ事もあり、1位の日本ハムと、2位の西武の差は1.0、同じく3位のソフトバンクとのゲーム差も4.5と僅差であった。そのため、今回のアドバンテージによるルール変更の影響が生じた形となった。
なお、3位のソフトバンクは王貞治監督が胃癌手術による休養のため、森脇浩司が監督代行を務めた。
第2ステージで用いられた4戦3勝制（アドバンテージ有り）は、翌年以降は廃止されたが、2020年のクライマックスシリーズで短期開催の観点から復活した。

### トーナメント表
|  | 1stステージ（準決勝） | 1stステージ（準決勝） |                                              |     | 2ndステージ（決勝） | 2ndステージ（決勝） |
|  |                       |                       |                                              |     |                     |                     |
|  |                       |                       |                                              |     |                     |                     |
|  |                       |                       |                                              |     |                     |                     |
|  |                       |                       |                                              |     |                     |                     |
|  |                       |                       | （4戦3勝制） 札幌ドーム （福岡ヤフードーム） |     |                     |                     |
|  |                       |                       |                                              |     |                     |                     |
|  | 日本ハム              | ☆○○                   |                                              |     |                     |                     |
|  | 日本ハム              | ☆○○                   | （3戦2勝制） インボイスD                     |     |                     |                     |
|  |                       |                       | ソフトバンク                                 | ★●● |                     |                     |
|  | 西武                  | ○●●                   | ソフトバンク                                 | ★●● |                     |                     |
|  | 西武                  | ○●●                   |                                              |     |                     |                     |
|  | ソフトバンク          | ●○○                   |                                              |     |                     |                     |
|  | ソフトバンク          | ●○○                   |                                              |     |                     |                     |
|  |                       |                       |                                              |     |                     |                     |
|  |                       |                       |                                              |     |                     |                     |
|  |                       |                       |                                              |     |                     |                     |
|  |                       |                       |                                              |     |                     |                     |

2ndステージは日本ハムに対するアドバンテージ1（☆）含む

## 戦評と結果

### 第1ステージ
| 日付                           | 試合  | ビジター球団（先攻）     | スコア | ホーム球団（後攻） | 開催球場              |
| 10月7日（土）                  | 第1戦 | 福岡ソフトバンクホークス | 0 - 1  | 西武ライオンズ     | インボイスSEIBUドーム |
| 10月8日（日）                  | 第2戦 | 福岡ソフトバンクホークス | 11 - 3 | 西武ライオンズ     | インボイスSEIBUドーム |
| 10月9日（月）                  | 第3戦 | 福岡ソフトバンクホークス | 6 - 1  | 西武ライオンズ     | インボイスSEIBUドーム |
| 勝者：福岡ソフトバンクホークス |       |                          |        |                    |                       |

#### 第1戦
10月7日（土）インボイスSEIBUドーム 開始13:01（試合時間：2時間51分）観衆29,187人
| ソフトバンク | 0 | 0 | 0 | 0 | 0 | 0 | 0 | 0 | 0 | 0 |
| 西武         | 0 | 0 | 0 | 0 | 0 | 0 | 1 | 0 | × | 1 |

（西武1勝）
| ソフトバンク          |   | 西武            |
| --------------------- | - | --------------- |
| (遊) 川崎             | 1 | (中) 赤田       |
| (中) 大村             | 2 | (右) 福地       |
| (三) カブレラ         | 3 | (遊) 中島       |
| (左) 松中             | 4 | (一) カブレラ   |
| (一) ズレータ         | 5 | (左) 和田       |
| (右) 柴原 - 打 稲嶺   | 6 | (指) リーファー |
| (指) 田上 - 打指 城所 | 7 | (三) 中村       |
| (二) 本多             | 8 | (二) 片岡       |
| (捕) 的場             | 9 | (捕) 細川       |

- （ソ）●斉藤和（1敗）－的場
- （西）○松坂（1勝）－細川
- 【審判】（球審）川口、（塁審）中村、山本、津川、（外審）柳田、秋村

#### 第2戦
10月8日（日）インボイスSEIBUドーム 開始13:00（試合時間：3時間38分）観衆31,338人
| ソフトバンク | 0 | 0 | 0 | 4 | 0 | 1 | 0 | 1 | 5 | 11 |
| 西武         | 1 | 0 | 0 | 0 | 2 | 0 | 0 | 0 | 0 | 3  |

（西武1勝1敗）
| ソフトバンク                      |   | 西武                        |
| --------------------------------- | - | --------------------------- |
| (遊) 川崎                         | 1 | (右) 佐藤 - 打右 栗山       |
| (中) 大村                         | 2 | (二) 片岡                   |
| (指) 大道 - 走指 稲嶺 - 打指 田上 | 3 | (遊) 中島                   |
| (左) 松中 - 左 城所               | 4 | (一) カブレラ               |
| (一) ズレータ - 三 森本           | 5 | (左) 和田                   |
| (三)一 カブレラ                   | 6 | (三) 平尾 - 打 高木         |
| (二) 仲澤 - 打二 本多             | 7 | (指) 江藤 - 打指 リーファー |
| (右) 井手 - 打右 柴原             | 8 | (捕) 細川 - 打 石井義       |
| (捕) 山崎                         | 9 | (中) 赤田                   |

- （ソ）和田、○柳瀬（1勝）、H藤岡、馬原－山崎
- （西）●松永（1敗）、ギッセル、星野、山岸、三井、石井貴－細川
- 【本塁打】中島1号（ソロ、1回裏・和田）、松中1号（3点、9回表・石井貴）、ズレータ1号（ソロ、9回表・石井貴）
- 【審判】津川（球）秋村、中村、柳田（塁）川口、山本(外)

#### 第3戦
10月9日（月・祝）インボイスSEIBUドーム 開始13:00（試合時間：3時間34分） 観衆27,344人
| ソフトバンク | 0 | 0 | 0 | 0 | 0 | 0 | 1 | 4 | 1 | 6 |
| 西武         | 0 | 0 | 0 | 0 | 1 | 0 | 0 | 0 | 0 | 1 |

（西武1勝2敗）
| ソフトバンク                  |   | 西武          |
| ----------------------------- | - | ------------- |
| (遊) 川崎                     | 1 | (右) 福地     |
| (中) 大村                     | 2 | (二) 片岡     |
| (右) 柴原 - 打三一 仲澤       | 3 | (遊) 中島     |
| (左) 松中                     | 4 | (一) カブレラ |
| (一) ズレータ - 三 森本       | 5 | (左) 和田     |
| (二) 本多                     | 6 | (指) 石井義   |
| (三)右 カブレラ               | 7 | (三) 中村     |
| (指) 田上                     | 8 | (捕) 細川     |
| (捕) 山崎 - 打 稲嶺 - 捕 的場 | 9 | (中) 赤田     |

- （ソ）寺原、○柳瀬（2勝）、藤岡、馬原－山崎、的場
- （西）西口、●星野（1敗）、山岸、三井、小野寺－細川
- 【本塁打】中村1号（ソロ、5回裏・寺原）、ズレータ2号（3点、8回表・山岸）
- 【審判】山本（球）柳田　川口　秋村（塁）津川　中村(外)

### 第2ステージ
| 日付                             | 試合           | ビジター球団（先攻）     | スコア | ホーム球団（後攻）         | 開催球場   |
| アドバンテージ                   | アドバンテージ | 福岡ソフトバンクホークス |        | 北海道日本ハムファイターズ |            |
| 10月11日（水）                   | 第1戦          | 福岡ソフトバンクホークス | 1 - 3  | 北海道日本ハムファイターズ | 札幌ドーム |
| 10月12日（木）                   | 第2戦          | 福岡ソフトバンクホークス | 0 - 1  | 北海道日本ハムファイターズ | 札幌ドーム |
| 勝者：北海道日本ハムファイターズ |                |                          |        |                            |            |

#### 第1戦
10月11日（水）札幌ドーム 開始18:00（試合時間：3時間27分）観衆42,380人
| ソフトバンク | 1 | 0 | 0 | 0 | 0 | 0 | 0 | 0 | 0 | 1 |
| 日本ハム     | 0 | 0 | 2 | 0 | 0 | 0 | 0 | 1 | × | 3 |

（日本ハム2勝 ※アドバンテージ1勝を含む）
| 日本ハム                  |   | ソフトバンク                            |
| ------------------------- | - | --------------------------------------- |
| (左) 森本                 | 1 | (遊) 川崎                               |
| (二) 田中賢               | 2 | (中) 大村                               |
| (一) 小笠原               | 3 | (右) 柴原                               |
| (指) セギノール           | 4 | (左) 松中                               |
| (右) 稲葉                 | 5 | (一) ズレータ                           |
| (中) SHINJO               | 6 | (二) 本多                               |
| (三) マシーアス - 三 飯山 | 7 | (三) カブレラ                           |
| (捕) 鶴岡                 | 8 | (指) 稲嶺                               |
| (遊) 金子                 | 9 | (捕) 山崎 - 打 本間 - 捕 的場 - 打 城所 |

- （ソ）●杉内（1敗）、吉武、神内、柳瀬、藤岡－山崎、的場
- （日）○ダルビッシュ（1勝）－鶴岡
- 【審判】秋村（球）山本　柳田　林（塁）丹波　柿木園(外)

#### 第2戦
10月12日（木）札幌ドーム 開始18:01（試合時間：2時間51分）観衆42,380人
| ソフトバンク | 0 | 0 | 0 | 0 | 0 | 0 | 0 | 0 | 0  | 0 |
| 日本ハム     | 0 | 0 | 0 | 0 | 0 | 0 | 0 | 0 | 1× | 1 |

（日本ハム3勝 ※アドバンテージ1勝を含む）
| 日本ハム        |   | ソフトバンク  |
| --------------- | - | ------------- |
| (左) 森本       | 1 | (遊) 川崎     |
| (二) 田中賢     | 2 | (中) 大村     |
| (一) 小笠原     | 3 | (指) 田上     |
| (指) セギノール | 4 | (左) 松中     |
| (右) 稲葉       | 5 | (一) ズレータ |
| (中) SHINJO     | 6 | (三) カブレラ |
| (三) 稲田       | 7 | (二) 仲澤     |
| (捕) 鶴岡       | 8 | (右) 井手     |
| (遊) 金子       | 9 | (捕) 的場     |

八木と斉藤の熾烈な投手戦が展開された。9回裏、森本の四球から犠打と敬遠で1死1・2塁とサヨナラのチャンスを作った。セギノールは三振に倒れたが、続く稲葉が二塁への打球を放つと、仲澤が好捕するもセーフとなり、この間に森本が本塁を陥れて日本ハムがサヨナラ勝ちとなった。完投の末敗れた斉藤和巳がマウンド上で崩れ落ちる写真は、この戦いを象徴するものとして語り継がれている。
- （ソ）●斉藤和（1敗）－的場
- （日）○八木（1勝）－鶴岡
- 【審判】丹波（球）林　山本　柿木園（塁）秋村　柳田(外)

## テレビ・ラジオ放送

### テレビ中継

#### 第1ステージ
- 第1戦：10月7日

地上波
- - TBSテレビ

実況：戸崎貴広（TBS） 解説：川口和久（TBS） ゲスト解説：野村克也　リポーター：松下賢次（TBS）、茅野正昌（RKB）
放送時間：14:00～16:24
- - RKB毎日放送

実況：櫻井浩二（RKB） 解説：稲尾和久（RKB） リポーター：茅野正昌（RKB）
放送時間：13:00～15:54
BS-CS
- - NHK-BS1

実況：小野塚康之 解説：大野豊
放送時間：13:05～16:30
- - J SPORTS Plus

実況：島村俊治 解説：松沼博久、鈴木康友 リポーター：加藤暁、鈴木千恵
放送時間：13:45～17:00
- 第2戦：10月8日

地上波
- - テレビ朝日

実況：中山貴雄（EX） 解説：東尾修（EX）、栗山英樹（EX）、大塚光二（EX）、小宮山悟
放送時間：14:00～15:55
- - 九州朝日放送

実況：岡田浩一（KBC） 解説：藤原満（KBC）
放送時間：12:55～16:30
BS-CS
- - BS朝日（テレビ朝日同時放送）

実況：中山貴雄（EX） 解説：東尾修（EX）、栗山英樹（EX）、大塚光二（EX）、小宮山悟
放送時間：12:55～15:55
- - J SPORTS Plus

実況：加藤暁 解説：斉藤明夫（CX）、橋本清 リポーター：石原敬士、鈴木千恵
放送時間：12:45～17:00
- 第3戦：10月9日

地上波
- - テレビ朝日（YAB、NCC、KAB、KKB同時放送）

実況：中山貴雄（EX） 解説：東尾修（EX）、栗山英樹（EX）、大塚光二（EX）、小宮山悟
放送時間：14:00～16：30
- - 九州朝日放送

実況：田上和延（KBC） 解説：西村龍次（KBC）
放送時間：13:05～17：00
BS-CS
- - BS朝日（テレビ朝日同時放送）

実況：中山貴雄（EX） 解説：東尾修（EX）、栗山英樹（EX）、大塚光二（EX）、小宮山悟
放送時間：15:00～16:00
- - J SPORTS Plus

実況：石原敬士 解説：黒江透修（SF）、内藤尚行（RF） リポーター：谷口広明、鈴木千恵
放送時間：12:30～17:00

#### 第2ステージ
- 第1戦：10月11日

地上波
- - 北海道文化放送

実況：土屋恵史（UHB） 解説：高木豊（CX）、広瀬哲朗（UHB）、岩本勉
放送時間：19:00～20:54
- - テレビ西日本

実況：大谷真宏（TNC） 解説：池田親興（TNC） リポーター田久保尚英（TNC）
放送時間：19:00～20:54
BS-CS
- - NHK-BS1

実況：石川洋 解説：与田剛
放送時間：18:05～21:30
- - GAORA

実況：城野昭 解説：光山英和
放送時間：17:57～22:00
- 第2戦：10月12日

地上波
- - テレビ東京（TVh、TVQ、TVA、TVO、TSC、GBS、WTV、TVN同時放送）

実況：植草朋樹（TX） 解説：駒田徳広（TX）、川崎憲次郎（TX） ゲスト解説：里崎智也
放送時間：19:00～20:54（試合終了まで放送）
テレビ東京系列の一部放送局では、系列局があるにもかかわらず中継局がなく、放送が見られなかった住民からの苦情が殺到した。特に日本ハムの地元・北海道からは、全く入らない道東からの苦情が相次いだ。
BS-CS
- - NHK-BS1

実況：小野塚康之 解説：梨田昌孝
放送時間：18:05～21:30
- - GAORA

実況：城野昭 解説：光山英和
放送時間：17:57～22:00
なお、第3戦と第4戦はテレビ朝日系列で放送する予定だった。

### ラジオ中継

#### 第1ステージ
第1戦（10月7日）　
- 文化放送（QR）≪関東広域圏ローカル≫
  - 実況：鈴木光裕、解説：山崎裕之、リポーター：中川充四郎、沖繁義（KBC）
- ニッポン放送（LF）≪関東広域圏ローカル≫
  - 実況：山田透、解説：江本孟紀、リポーター：宮田統樹
- RKBラジオ≪HBCとの2局ネット≫
  - 実況：田中友英、解説：加藤伸一、リポーター：茅野正昌
- KBCラジオ≪福岡地区ローカル≫
  - 実況：小林徹夫、解説：藤原満、リポーター：沖繁義
- NHKラジオ第1≪九州地区のみ≫
  - 実況：田中崇裕、解説：武田一浩、リポーター：上野速人

第2戦（10月8日）　
- 文化放送≪関東広域圏ローカル≫
  - 実況：飯塚治、解説：大塚光二、リポーター：中川充四郎、斉藤一美
- ニッポン放送≪関東広域圏ローカル≫
  - 実況：宮田統樹、解説：伊原春樹、リポーター：師岡正雄
- RKBラジオ≪HBCとの2局ネット≫
  - 実況：茅野正昌、解説：稲尾和久、リポーター：田中友英
- KBCラジオ≪福岡地区ローカル≫
  - 実況：沖繁義、解説：西村龍次、リポーター：小林徹夫
- NHKラジオ第1≪九州地区のみ≫
  - 実況：田中崇裕、解説：大島康徳、リポーター：小野塚康之

第3戦（10月9日）　
- 文化放送≪関東広域圏ローカル≫
  - 実況：斉藤一美、解説：岩本勉、リポーター：中川充四郎、飯塚治
- ニッポン放送≪関東広域圏ローカル≫
  - 実況：師岡正雄、解説：大矢明彦、リポーター：宮田統樹
- RKBラジオ≪福岡地区ローカル≫
  - 実況：田中友英、解説：稲尾和久、リポーター：茅野正昌
- KBCラジオ≪福岡地区ローカル≫
  - 実況：太田祐輔、解説：藤原満、リポーター：岡田浩一
- NHKラジオ第1≪九州地区のみ≫
  - 実況：小野塚康之、解説：大島康徳、リポーター：田中崇裕

#### 第2ステージ
第1戦（10月11日）
- HBCラジオ≪北海道ローカル≫
  - 実況：山内要一、解説：金石昭人、リポーター：山田泰子
- STVラジオ≪北海道ローカル≫
  - 実況：宮永真幸、解説：千藤三樹男、リポーター：永井公彦
- RKBラジオ≪福岡地区ローカル≫
  - 実況：櫻井浩二、解説：稲尾和久、リポーター：茅野正昌
- KBCラジオ≪福岡地区ローカル≫
  - 実況：沖繁義、解説：藤原満、リポーター：小林徹夫
- TBSラジオ≪関東広域圏ローカル≫
  - 実況：新夕悦男、解説：川口和久、リポーター：松下賢次、初田啓介
- 文化放送≪関東広域圏ローカル≫
  - 実況：長谷川太、解説：大塚光二、リポーター：斉藤一美
- ニッポン放送≪関東広域圏ローカル≫
  - 実況：山内宏明、解説：若松勉、リポーター：山田透
- NHKラジオ第1≪北海道地区≫
  - 実況：上野速人、解説：大島康徳、リポーター：高瀬登志彦
- NHKラジオ第1≪九州地区≫
  - 実況：田中崇裕、解説：鈴木啓示、リポーター：冨坂和男

第2戦（10月12日）
- HBCラジオ≪北海道ローカル≫
  - 実況：川畑恒一、解説：岩本勉、リポーター：山内要一
- STVラジオ≪北海道ローカル≫
  - 実況：永井公彦、解説：広瀬哲朗、リポーター：宮永真幸
- RKBラジオ≪福岡地区ローカル≫
  - 実況：茅野正昌、解説：加藤伸一、リポーター：櫻井浩二
- KBCラジオ≪福岡地区ローカル≫
  - 実況：小林徹夫、解説：西村龍次、リポーター：沖繁義
- TBSラジオ≪関東広域圏ローカル≫
  - 実況：松下賢次、解説：盛田幸妃、リポーター：新夕悦男、初田啓介
- 文化放送≪関東広域圏ローカル≫
  - 実況：斉藤一美、解説：東尾修、リポーター：長谷川太
- ニッポン放送≪関東広域圏ローカル≫
  - 実況：山田透、解説：田尾安志、リポーター：山内宏明
- NHKラジオ第1≪全国放送≫
  - 実況：田中崇裕、解説：武田一浩、リポーター：高瀬登志彦、冨坂和男